# UNEF
De United Nations Emergency Force (UNEF), of Interventiemacht van de VN in het Nederlands, is een snel op te roepen vredesmissie van de Verenigde Naties.
De Veiligheidsraad van de Verenigde Naties heeft de mogelijkheid van een United Nations Emergency Force in 1956 ingesteld. 
- De eerste inzet was in 1956 in het Midden-Oosten, in Egypte, de Gaza-strook en rond het Suezkanaal. Deze operatie kreeg de afkorting "UNEF I".
- De tweede inzet was in 1973, wederom in het Midden-Oosten. Deze operatie kreeg de afkorting "UNEF II".

## Medaille
Zoals gebruikelijk stichtte de secretaris-generaal van de Verenigde Naties twee Medailles voor Vredesmissies van de Verenigde Naties voor de deelnemers van de twee vredesmissies. Deze UNEF Medailles worden aan militairen en politieagenten verleend.